# گئورگه آلبو
گئورگه آلبو (انگلیسی: Gheorghe Albu; ۱۲ سپتامبر ۱۹۰۹ – ۲۶ ژوئن ۱۹۷۴) بازیکن فوتبال اهل رومانی بود.
وی همچنین در تیم ملی فوتبال رومانی بازی کرده‌است.